# Nelson Amarilla
 Nelson Avelino Amarilla Bogago (Ypacaraí, Departamento Central, 20 de julio de 1987) es un futbolista paraguayo. Juega como defensa en Nacional Potosí de la Primera División de Bolivia.

## Clubes
| Club                 | País     | Año               |
| -------------------- | -------- | ----------------- |
| Guaraní              | Paraguay | 2006 - 2010       |
| Sport Colombia       | Paraguay | 2010              |
| General Caballero ZC | Paraguay | 2011              |
| Sportivo Trinidense  | Paraguay | 2012 - 2014       |
| River Plate          | Paraguay | 2016              |
| Sportivo Trinidense  | Paraguay | 2016              |
| Guabirá              | Bolivia  | 2018 - 2022       |
| Aurora               | Bolivia  | 2023 - 2025       |
| Nacional Potosí      | Bolivia  | 2025 - Actualidad |

## Palmarés
| Título          | Club    | País     | Año  |
| --------------- | ------- | -------- | ---- |
| Torneo Apertura | Guaraní | Paraguay | 2010 |